# British protected person
Une British protected person (BPP, « personne sous protection britannique ») est une personne détentrice d'une forme de nationalité britannique liée aux protectorats, aux territoires sous mandat de la Société des Nations ou sous tutelle des Nations unies dont le contrôle était confié au gouvernement britannique. Ce statut a été créé pour les résidents des zones sous domination britannique mais qui n'avaient pas le statut officiel de dominion. Les personnes qui en bénéficient ne sont pas citoyens britanniques non plus que citoyens du Commonwealth ; elles sont soumises aux contrôles d'immigration à l'entrée dans le Royaume-Uni et n'ont pas de droits de résidence automatique au Royaume-Uni ou dans les pays du Commonwealth.
Fin 2018, environ 1 300 british protected person disposent d'un passeport mentionnant ce statut qui permet d'obtenir une protection consulaire lors des voyages à l'étranger. Néanmoins, les personnes qui détiennent uniquement ce statut sont considérées comme apatrides, car il ne leur garantit pas le droit d'entrée sur le territoire dont elles sont censées avoir la nationalité.

## Contexte
Certaines parties de l'Empire britannique ne furent jamais des territoires de la Couronne au sens propre mais furent considérées comme des terres étrangères sous souveraineté britannique. Cela concerne notamment les protectorats et les États dont les mandats de la Société des Nations ou de l'ONU furent confiés aux Britanniques. Du fait de leur statut de pays étrangers, la naissance en ces endroits ne confère pas le statut de « sujet britannique » mais celui de British protected persons.
Durant le XIXe siècle, le terme correspond aux populations des États sous mandat ou des protectorats. Au fil du temps, le statut évolue vers une forme particulière de nationalité. Les conditions d'éligibilité à ce statut ne sont, à l'origine, qu'imparfaitement définies. Toutes les personnes considérées comme ayant prêté allégeance à un gouverneur local ou à un État sous protection britannique et toutes les personnes autochtones d'un protectorat se voyaient accorder ce statut. Des exigences plus formelles sont mises en place en 1934 ; les personnes nées dans les territoires sous protection qui ne bénéficient pas d'une autre nationalité et celles qui, nées à l'étranger, seraient autrement apatrides quoiqu'ayant un père bénéficiant du statut, obtiennent le statut de British protected person. Ce statut est accordé par « prérogative royale » jusqu'à son inscription dans le code de la nationalité britannique de 1948. Alors que la Grande-Bretagne s'est retirée de ses possessions outre-mer durant la décolonisation, quelques personnes continuent à bénéficier du statut malgré l'indépendance de leurs territoires de naissance. Après les indépendances, en 1978, le parlement restreint sévèrement l'acquisition du statut.
Le type de territoire sous protection est défini essentiellement par le type de structures administratives qui y est institué. 
Les États sous protection sont des territoires où existent des gouvernements locaux ayant un haut degré d'autonomie quant à la gouvernance locale. Les Britanniques ne sont responsables que des affaires étrangères. Les sujets des dirigeants de ces États se voient accorder le statut de BPP. Les États sous protection, avant 1949, sont Brunei, les îles Canton et Enderbury, neuf États de Malaisie (Johor, Kedah, Kelantan, Negeri Sembilan, Pahang, Perak, Perlis, Selangor, Terengganu), les Maldives, les Nouvelles-Hébrides, les États de la Trêve et les Tonga.
Les protectorats sont des territoires où n'existent pas de gouvernements antérieurs et où les Britanniques disposent de la juridiction administrative, des affaires étrangères et de la défense. Il n'y a, en pratique, pas de distinction entre colonie et protectorat, à l'exception du fait que les protectorats ne sont pas formellement sous souveraineté britannique. Les anciens protectorats d'avant 1949 sont le protectorat d'Aden, le protectorat du Bechuanaland, la colonie et protectorat de Gambie, la Côte-de-l'Or, la colonie et protectorat du Kenya, la colonie et protectorat du Nigeria, la Rhodésie du Nord, le Nyassaland, la colonie et protectorat de la Sierra Leone, les îles Salomon britanniques, la Somalie britannique, le Swaziland, le protectorat de l'Ouganda et le sultanat de Zanzibar.
Les territoires sous mandat de la Société des Nations sont des territoires sous mandat créés après la Première Guerre mondiale. Ceux sous tutelle des Nations unies sont les territoires qui restent sous contrôle britannique après la Seconde Guerre mondiale. En ce qui concerne la nationalité, ces territoires sont considérés à l'instar des protectorats car réputés ne pas avoir de lois internes sur le sujet. Les territoires sous mandat d'avant 1949 sont le Cameroun britannique, le Tanganyika et le Togoland britannique.

## Acquisition et perte

Pays partiellement ou entièrement constitués d'anciens protectorats et de territoires sous mandat dont peuvent être originaires les personnes sous protection britannique (dont les îles Salomon britanniques, dans l'océan pacifique, à l'est de la Papouasie-Nouvelle-Guinée, invisibles sur la carte).

Devenir une British protected person n'est actuellement, en pratique, plus possible. Le statut de BPP est accordé seulement aux personnes apatrides, nées d'au moins un parent ayant lui-même ce statut au Royaume-Uni ou dans un territoire d'outre-mer. Avant la décolonisation, les individus nés dans un territoire sous protection, et qui n'avaient pas d'autre nationalité à la naissance, étaient des BPP. Jusqu'au 16 août 1978, le statut était transmissible aux enfants d'un père ayant ce statut (mais pas d'une mère…) s'ils n'avaient pas eux-mêmes une autre nationalité, notamment celle du pays créé au moment de l'indépendance. Le statut de BPP était accordé en sus d'un autre statut ; un individu pouvait simultanément détenir la nationalité britannique et être une British protected person.
Le maintien du statut après la fin de la juridiction britannique dépend du type de territoire concerné. Les personnes des anciens protectorats peuvent conserver leur statut de BPP si elles n'acquièrent pas la nationalité des nouveaux pays concernés ; les personnes relevant des États sous protection ou des territoires sous mandat perdent automatiquement leur statut à l'indépendance. Pour les îles Salomon, le statut de BPP n'est maintenu que si la personne n'a jamais possédé d'autre nationalité. En outre, les citoyens du Royaume-Uni et ceux des colonies qui étaient liés uniquement à ces territoires perdent leur citoyenneté britannique à l'indépendance et deviennent BPP à la place.
Après le 18 août 1978, le statut de BPP se perd automatiquement si une personne acquiert une autre nationalité ou citoyenneté, y compris les autres statuts de nationalité britannique. Ce statut peut aussi être abandonné par déclaration faite auprès du Home Secretary, à condition que l'intéressé possède ou envisage d'acquérir une autre nationalité. Le statut de BPP peut aussi être retiré s'il a été acquis frauduleusement. Il n'existe aucun moyen d'acquérir à nouveau ce statut une fois perdu.

## Droits et privilèges
Les British protected persons sont exemptées de visa si elles souhaitent visiter le Royaume-Uni pour une durée inférieure à six mois. Lorsqu'elles voyagent dans un pays étranger, elles peuvent demander l'assistance d'un consultat britannique. Elles sont éligibles aux postes non-réservés de la fonction publique et elles peuvent s'engager dans les forces armées.
Les BPP peuvent devenir citoyens britanniques (par « enregistrement ») après avoir résidé au Royaume-Uni pendant plus de cinq ans et avoir été en possession d'un permis de séjour à durée indéterminée pendant plus d'un an. Cet enregistrement leur confère la citoyenneté « autrement que par filiation », ce qui signifie que les enfants nés hors du Royaume-Uni de ceux qui sont devenus citoyens britanniques seront des citoyens britanniques « par filiation ». Les personnes qui deviennent citoyens britanniques perdent automatiquement leur statut de BPP. Les BPP qui ne détiennent pas et n'ont perdu aucune autre nationalité depuis le 4 juillet 2002 ont le droit de demander à être citoyens britanniques.

## Restrictions
Les BPP qui ne possèdent aucune autre nationalité sont, de facto, apatrides car elles n'ont pas nécessairement le droit d'entrer dans le pays dont elles pourraient être des nationaux. La loi de 2002 sur la nationalité, l'immigration et l'asile a permis à ces personnes de s'inscrire en tant que citoyens britanniques, après quoi la problématique du statut d'apatride a été résolue pour les personnes qui bénéficaient uniquement de ce statut.

### Royaume-Uni
À la différence des autres citoyens britanniques, les BPP ne sont pas citoyens du Commonwealth. Elles sont soumises aux contrôles d'immigration et n'ont pas le droit de résidences ou de travail au Royaume-Uni. Elles doivent payer un « supplément santé » pour bénéficier du National Health Service lorsqu'elles résident plus de six mois au Royaume-Uni. Elles n'ont pas le droit de vote au Royaume-Uni non plus qu'aux élections européennes et sont inéligibles à la Chambre des communes et aux élections locales. Elles ne peuvent pas non plus siéger à la Chambre des lords.

### Union européenne
Avant la sortie du Royaume-Uni de l'Union européenne, le 31 janvier 2020, les détenteurs de la pleine citoyenneté britannique étaient aussi citoyens de l'Union européenne. Les British protected persons n'ont jamais été citoyens de l'Union européenne et ne bénéficient pas de la libre circulation dans les autres pays de l'Union. Elles étaient et continuent à être exemptées de visa pour les pays de l'espace Schengen.